# Christoph Butterwegge

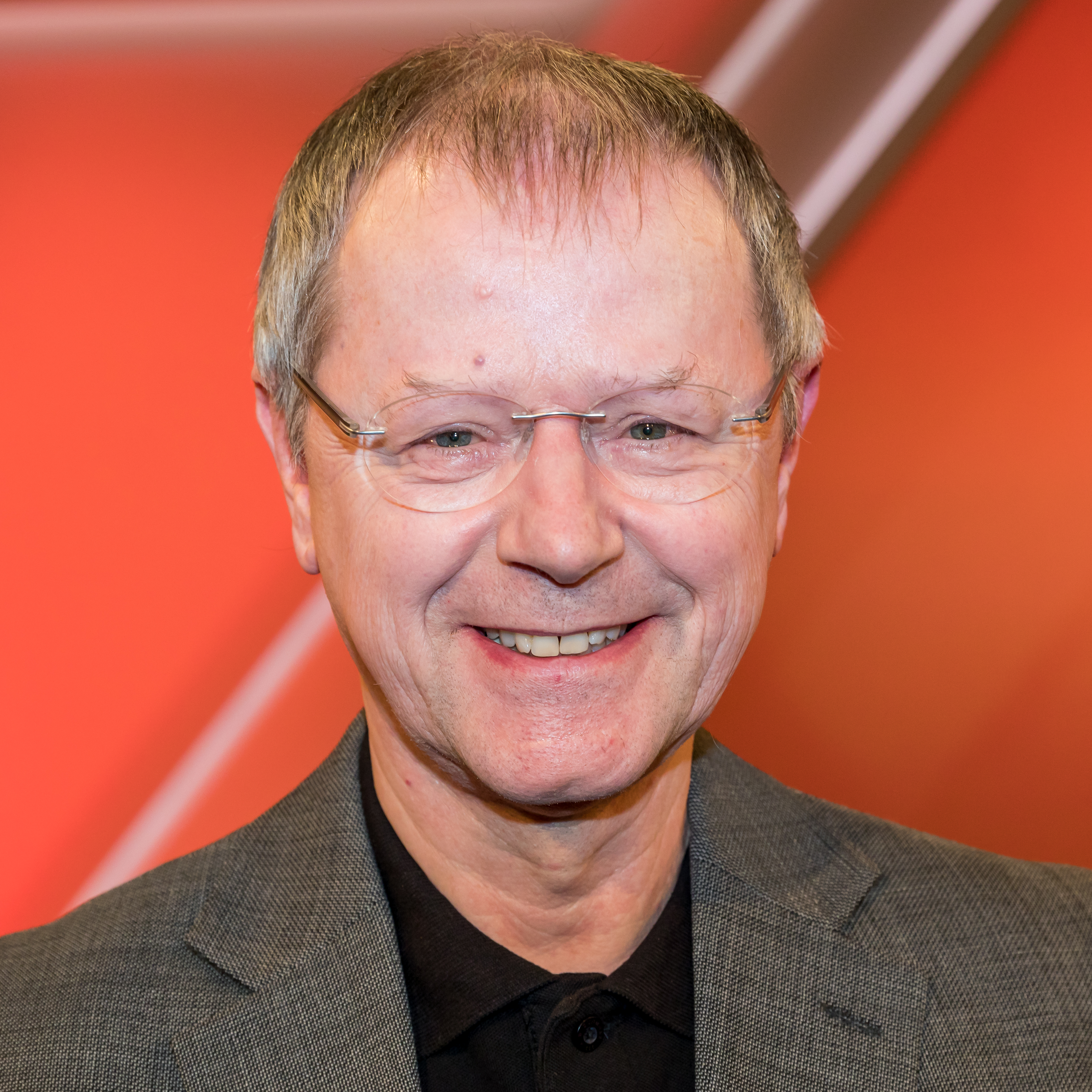
Christoph Butterwegge (2018)

Christoph Butterwegge (* 26. Januar 1951 in Albersloh) ist ein deutscher Politikwissenschaftler und Armutsforscher. Er war von 1998 bis 2016 Professor für Politikwissenschaft am Institut für vergleichende Bildungsforschung und Sozialwissenschaften an der Humanwissenschaftlichen Fakultät der Universität zu Köln und ist Mitglied der Forschungsstelle für interkulturelle Studien (FiSt). Seit Ende Oktober 2016 ist er im Ruhestand.
Butterwegge war in den Jahren 1970 bis 1975 sowie von 1987 bis 2005 Mitglied der SPD; seit seinem Austritt gehört er keiner Partei an, steht aber der Partei Die Linke nahe. Für diese kandidierte er 2017 für das Amt des Bundespräsidenten.

## Leben
Christoph Butterwegge absolvierte im Jahr 1970 das Abitur am Max-Planck-Gymnasium Dortmund und studierte danach Sozialwissenschaft, Philosophie, Rechtswissenschaft und Psychologie an der Ruhr-Universität Bochum. 1975 schloss er sein Studium als Diplom-Sozialwissenschaftler und 1978 als M.A. (Philosophie) ab. 1980 wurde er bei Detlev Albers an der Universität Bremen mit der Dissertation SPD und Staat heute zum Dr. rer. pol. promoviert.
Er übernahm dort sowie an verschiedenen Universitäten und Fachhochschulen in Duisburg, Fulda, Magdeburg und Münster Lehraufträge für Soziologie und Sozial- bzw. Politikwissenschaft. Von 1987 bis 1989 war er an der Universität Bremen für den Studiengang „Weiterbildung“ als wissenschaftlicher Angestellter am Fachbereich Erziehungs- und Gesellschaftswissenschaften beschäftigt. Außerdem übte er Dozententätigkeiten an der Akademie für Arbeit und Politik sowie an der Forschungs- und Bildungsstätte für die Geschichte der Arbeiterbewegung im Land Bremen aus.
Im Jahr 1990 habilitierte sich Butterwegge an der Universität Bremen im Fach Politikwissenschaft mit einer Untersuchung zur Theorie und Praxis der österreichischen Sozialdemokratie (Austromarxismus). Vom 1. Februar 1991 bis zum 31. Juli 1994 war er als wissenschaftlicher Mitarbeiter der Bremischen Stiftung für Rüstungskonversion und Friedensforschung tätig. Von 1994 bis 1997 vertrat er eine C-3-Professur für Sozialpolitik am Fachbereich Sozialwesen der Fachhochschule Potsdam, wo ihn der Ruf an die Universität zu Köln auf eine C-4-Professur für Politikwissenschaft erreichte. Seit dem 1. April 2011 war Butterwegge geschäftsführender Direktor des Instituts für Vergleichende Bildungsforschung und Sozialwissenschaften an der Universität zu Köln. Zu seinen akademischen Schülern gehören u. a. Kemal Bozay, Thomas Gesterkamp, Gudrun Hentges, Michael Klundt und Samuel Salzborn.
Seit Mai 2013 schreibt Butterwegge Gastkolumnen für FOCUS Online. Neben Artikeln für die ZEIT, die taz, die Frankfurter Rundschau, den Freitag, die Mittelbayerische Zeitung, die junge Welt und den Kölner Stadt-Anzeiger war er als Autor u. a. für spw – Zeitschrift für sozialistische Politik und Wirtschaft, Ossietzky und Z. Zeitschrift Marxistische Erneuerung und die Bundeszentrale für politische Bildung tätig.
Christoph Butterwegge ist verheiratet mit der Sozialwissenschaftlerin und Politikerin Carolin Butterwegge. Das Ehepaar hat zwei Kinder.

## Werk und Thematik
Schwerpunktmäßig beschäftigte sich Butterwegge zunächst mit der Geschichte der deutschen Sozialdemokratie sowie mit Fragen der Staats- und Demokratietheorie. Zu Beginn der 1980er Jahre kamen die Neuen Sozialen Bewegungen, Friedenspolitik, Abrüstung und NATO-Strategie als neue Forschungsfelder hinzu. Er versuchte dabei, den Zeitzeugenansatz in Bremen für die Politische Bildung nutzbar zu machen, und verband ihn mit Konzepten des „forschenden Lernens“ im Sinne einer „Spurensuche“ sowie einer Lokal- und Regionalgeschichtsschreibung „von unten“, die damals im Zusammenhang mit der Oral History diskutiert wurde.
Seit 1990 wandte sich Butterwegge vor allem den Themen Rechtsextremismus, Rassismus, (Jugend-)Gewalt, Gewaltprävention und Migrationspolitik zu. Weitere Arbeitsfelder sind Globalisierung, Neoliberalismus, Sozialstaat, demografischer Wandel, Armut – besonders von Kindern und alten Menschen – sowie Generationengerechtigkeit. Mit seinen Themen tritt Butterwegge seit Jahren öffentlich auf und wurde von den verschiedensten Zeitungen, Radio- und Fernsehanstalten befragt und interviewt.
In seinen zahlreichen Schriften prägte Butterwegge den Begriff „Paternoster-Effekt“ für die soziale Polarisierung, die Spaltung der Gesellschaft in Arm und Reich: Die einen fahren nach oben, die anderen nach unten. Dabei grenzte er sich vom Fahrstuhleffekt nach Ulrich Beck ab, bei dem alle Bevölkerungsschichten gemeinsam nach oben oder nach unten fahren. Er diagnostizierte eine „Dualisierung der Armut“, womit die Doppelstruktur des Problems bezeichnet wird, das heute aus einer totalen Verelendung bestimmter Menschen („underclass“) und einer subtilen Unterversorgung anderer Menschen („Working Poor“) bestehe.
Globalisierung und demografischen Wandel bezeichnet Butterwegge als die „zwei großen Erzählungen unserer Zeit“: Beide realen Prozesse würden missbraucht, um tiefgreifende marktbedingte Gesellschaftsveränderungen wie den Abbau des Sozialstaats und eine für ihn größtenteils unsoziale Reformpolitik zu rechtfertigen. In der Betonung des Nutzens von Menschen sieht Butterwegge die Gefahr der „Ethnisierung gesellschaftlicher Konflikte“. Auf Butterwegge geht die Bezeichnung „Standortnationalismus“ zurück, womit er im Unterschied zum bekannten völkischen Nationalismus der extremen Rechten eine Überidentifikation mit dem Wirtschaftsstandort Deutschland meint.
Aus Anlass seines 60. Geburtstages schrieben die Politikwissenschaftlerinnen Gudrun Hentges und Bettina Lösch in dem von ihnen herausgegebenen Sammelband, Butterwegge habe „als Politikwissenschaftler und gesellschaftlich engagierter Bürger immer wieder zu aktuellen und politisch brisanten Fragen öffentlich Stellung bezogen“ und stehe damit „in der Tradition einer Politikwissenschaft, die sich der demokratischen Gesellschaft verpflichtet fühlt – eine wissenschaftliche Tradition, die in gesellschaftliche und politische Prozesse eingreifen will“.

## Politische Tätigkeit
Christoph Butterwegge trat im Juli 1970 als Abiturient in die SPD ein. Bei den Dortmunder Jungsozialisten sehr aktiv, wurde er schon bald in den Unterbezirksvorstand sowie den Landesausschuss Nordrhein-Westfalen und auch in den SPD-Bezirksausschuss gewählt. Wie die Mehrheit der Mitglieder seines Unterbezirks orientierte er sich an der Stamokap-Theorie. Als Exponent der Juso-Linken wurde er am 24. November 1974 von der Bezirkskonferenz Westliches Westfalen in den Juso-Bezirksvorstand gewählt.
Dies veranlasste den zuständigen SPD-Vorstand am Folgetag, ein Parteiordnungsverfahren gegen ihn einzuleiten. Er warf Butterwegge parteischädigendes Verhalten vor und begründete dies mit dessen Artikel für die Blätter für deutsche und internationale Politik unter dem Titel Die rechte Herausforderung. Darin hatte Butterwegge dem neugewählten Bundeskanzler Helmut Schmidt eine Politik gegen die Interessen der Arbeitnehmer vorgeworfen. Diese werde einer Regierungsübernahme der CDU/CSU den Boden bereiten. 1975 schloss die Schiedskommission Butterwegge deshalb aus der SPD aus. Er selbst dokumentierte und kommentierte den Vorgang wie auch die Motive für sein Engagement bei den Jusos ausführlich in seinem Buch Parteiordnungsverfahren in der SPD (erschienen 1975).
Im Jahr 1983, kurz nach der Wahl Helmut Kohls zum Bundeskanzler, beantragte Butterwegge die Wiederaufnahme in die SPD. Erst 1987 wurde dem Antrag stattgegeben und Butterwegge zum 1. Januar 1987 wiederaufgenommen, nachdem sich vor allem Gerhard Schröder, der mit ihm bei den Jungsozialisten auf Bundesebene zusammengearbeitet hatte, persönlich für ihn einsetzte.
In der SPD-Landesorganisation Bremen übernahm Butterwegge wiederholt Funktionen und war bis 1994 ununterbrochen Delegierter des Landesparteitages. 1984 war Butterwegge Mitglied im Arbeitsausschuss des Bremer Friedensforums.
Butterwegge kritisierte die Koalitionsregierung von CDU, CSU und FDP unter Bundeskanzler Helmut Kohl und dessen Politik von 1982 bis 1998 besonders scharf. Vor allem sei der Sozialstaat in seiner Kernsubstanz beschädigt worden, indem man ihn Schritt für Schritt demontierte. Butterwegges Hoffnung, dass die neue Bundesregierung von 1998 mit der Koalition von SPD und Bündnis 90/Die Grünen auch einen Politikwechsel nach sich ziehen werde, erfüllte sich für ihn nicht.
Da die rot-grüne Koalition kein Alternativkonzept zum Neoliberalismus besessen habe, habe man sich diesem in der Praxis angepasst, monierte Butterwegge, zumal die Wirtschaftslobby sehr viel Druck ausgeübt habe, dem die Regierung nachgegeben habe. Weil er fürchtete, die Große Koalition unter Bundeskanzlerin Angela Merkel werde die Reformpolitik gegen die „kleinen Leute“ und den Sozialstaat verschärft fortsetzen, trat Butterwegge am 18. November 2005 – als CDU, CSU und SPD in Berlin den Koalitionsvertrag schlossen – aus der SPD aus und blieb seitdem parteilos. Am selben Tag begründete er diesen Schritt bei einer Pressekonferenz in Köln und betonte auf Nachfrage, WASG und Linkspartei.PDS seien jetzt diejenigen, „auf denen die Hoffnungen der linken Sozialdemokraten am ehesten ruhen“.

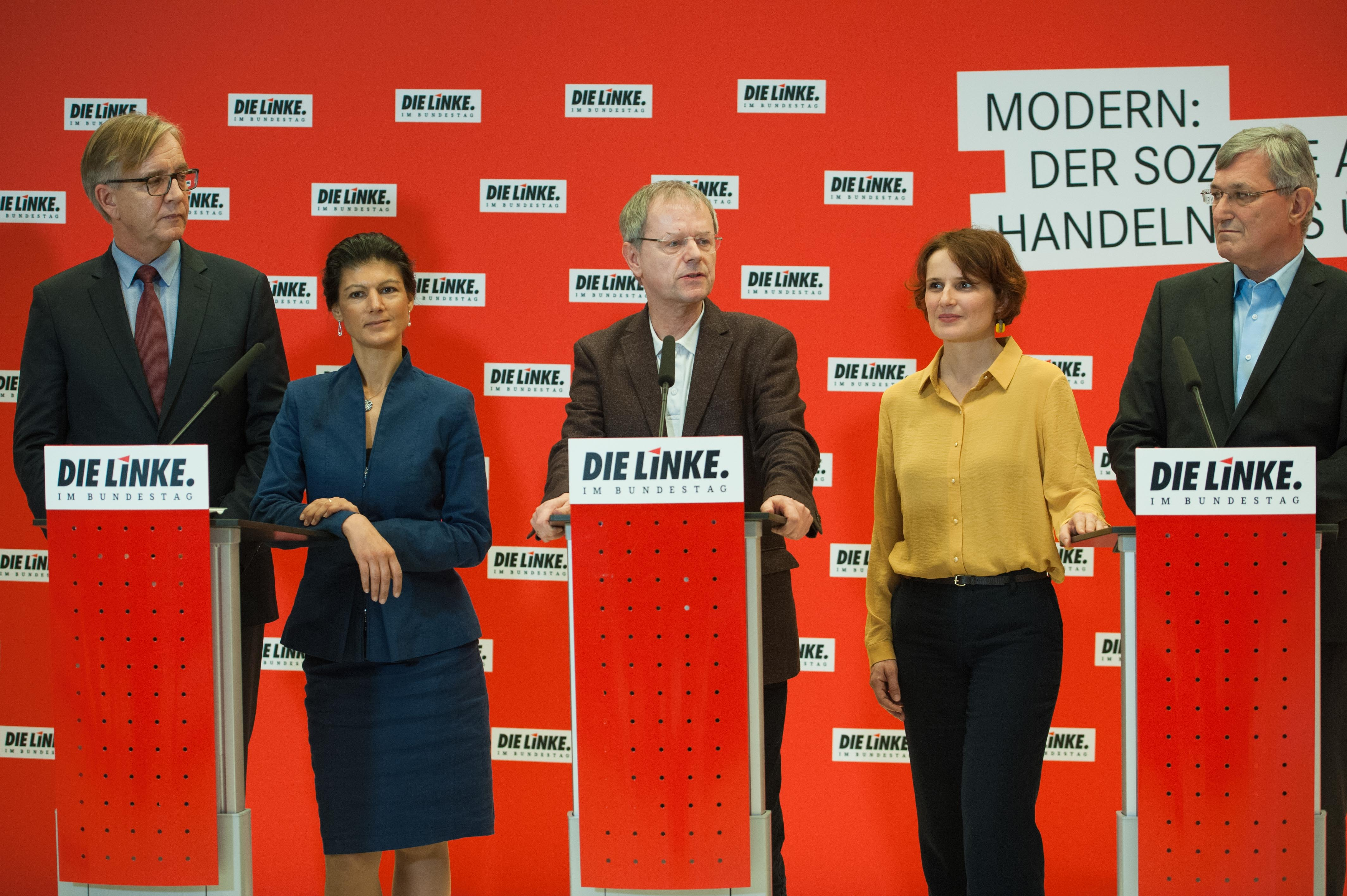
Vorstellung von Butterwegge als Kandidat für die Bundespräsidentenwahl 2017. Links die Vorsitzenden der Linksfraktion Dietmar Bartsch und Sahra Wagenknecht, rechts die Parteivorsitzenden Katja Kipping und Bernd Riexinger.

Im Rahmen der Wahl des deutschen Bundespräsidenten 2012 wurde Butterwegge von der Linken als Gegenkandidat zu Joachim Gauck ins Gespräch gebracht. Nachdem er zunächst seine Bereitschaft signalisiert hatte, lehnte er später die Kandidatur ab, weil er nicht wollte, dass es zu einer Abstimmung über seine Kandidatur gegen Beate Klarsfeld und Luc Jochimsen komme. Für die Wahl des Bundespräsidenten 2017 wurde er von der Linkspartei als Gegenkandidat zu Frank-Walter Steinmeier aufgestellt. Er erhielt 128 Stimmen und damit nach Frank-Walter Steinmeier mit 931 Stimmen das beste Ergebnis. Die Linke hatte lediglich 95 Delegierte in der Bundesversammlung.

## Positionen
Je länger Gerhard Schröder Bundeskanzler war, umso schärfer grenzte sich Butterwegge auch von dessen Kurs ab. Dies galt für die Außen-, Militär- und Sicherheitspolitik (Beteiligung der Bundesrepublik am Kosovokrieg) genauso wie für die Sozial-, Familien- und Bildungspolitik. Besonders die Teilprivatisierung der Altersvorsorge (Einführung der „Riester-Rente“), die „Agenda 2010“, die so genannten „Hartz-Gesetze“ und die Gesundheitsreform der rot-grünen Koalition erregten Butterwegges Widerspruch. Durch diese Politik würde die Armut vergrößert. Die beschlossenen Leistungskürzungen trafen seiner Meinung nach besonders die Schwächsten: Arme, Alte, (Langzeit-)Arbeitslose, (psychisch) Kranke und Menschen mit Behinderungen. Diese Politik, als deren Ziel unter anderem die Senkung der Lohnnebenkosten angeführt wurde, kritisiert Butterwegge als „neoliberal“. Hinter dem Neoliberalismus sieht Butterwegge das „Menschenbild einer Sklavenhaltergesellschaft“ am Werk. Der Neoliberalismus sei ferner nicht mehr nur eine ökonomische Theorie, sondern habe sich längst zu einer gesellschaftlichen Ideologie gewandelt, die Rechtspopulismus, Nationalismus und Rassismus Vorschub leiste.
Nach Ansicht Butterwegges würde der Staat auf eine „durch die Kürzung von Sozialleistungen hervorgebrachte Kriminalität“ mit härteren Strafen reagieren. An die Stelle eines „wohltätigen“ Staates trete zunehmend ein „strafender“ Staat. Zudem würden vormals staatliche Aufgaben wie die Energieversorgung, die Bildung oder der Strafvollzug zunehmend privatisiert und damit warenförmig. Damit verbunden sei ein Machtverlust des demokratisch legitimierten Staates zugunsten von Einzelinteressen privater Investoren. Deren Entscheidung entziehe sich der Machtkontrolle und gefährde somit die Demokratie in Deutschland, argumentiert Butterwegge.
Als Gegenvorschlag regte Butterwegge unter anderem die Einführung einer Maschinensteuer, die Erhebung einer Vermögensteuer, das Anheben des Spitzensteuersatzes der Einkommensteuer sowie eine „soziale Grundsicherung“ an, womit er etwas dezidiert anderes als ein bedingungsloses Grundeinkommen meint. Er erklärt auch genau, warum „Das Bedingungslose Grundeinkommen – Weder gerecht noch realistisch“ sei.

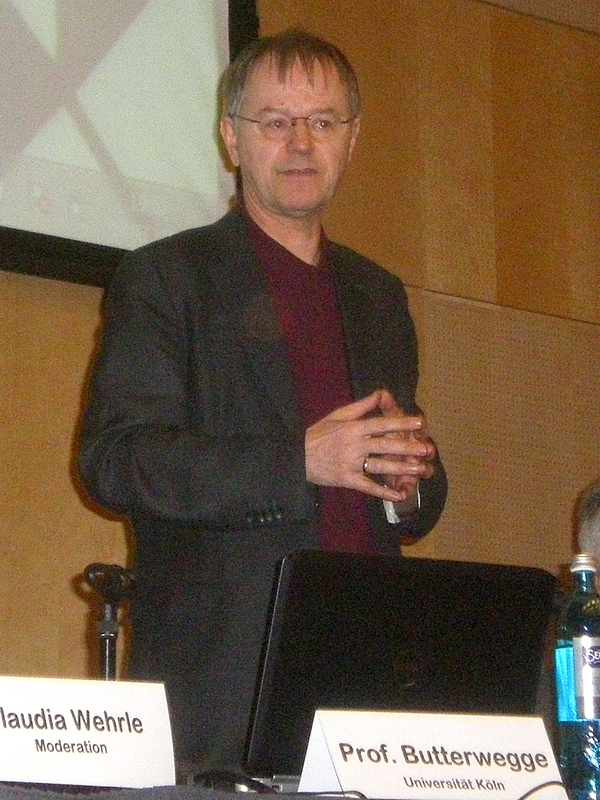
Christoph Butterwegge bei einer Podiumsdiskussion zum Thema Armes – reiches Deutschland? (2013)

Butterwegge warnt davor, das Thema „relative Armut“ als „Jammern auf hohem Niveau“ zu bagatellisieren. Die 2,4 Millionen Menschen zwischen 16 und 24 Jahren, die in relativer Armut leben müssen, erführen soziale Ausgrenzung, die sich auf die Psyche auswirke und schlimmer sein könne, „als mit leerem Magen schlafen zu gehen“. Vor diesem Hintergrund kritisiert Butterwegge auch die gerichtlich erzwungenen Nachbesserungen der CDU/CSU-FDP-Koalition am SGB II als „lebensfremd“. Die derzeitige „prekäre Arbeitsmarktsituation“ erzeuge zudem relative Armut, die in den Augen Butterwegges ursächlich für rassistische Gewalt ist. Er kritisiert weiterhin, dass diese immer noch verharmlost werde. Dabei bleibe die mediale Berichterstattung über rassistische Gewalt oft ereignis- und täterorientiert. Damit liefere sie ein „Zerrbild“ der Realität und untermauere „Klischees, Vorurteile und rassistische Stereotype von Ereignissen“. Dass „Verarmung, Verelendung in Slums und berufliche Perspektivlosigkeit“ auch Migranten betreffe und zu kriminellen Handlungen führen könne, sei ein Problem, das die Mehrheitsgesellschaft verschulde. „Integration, die man zu Recht von den Migranten erwartet, ist keine Einbahnstraße, sondern kann nur gelingen, wenn wir die Voraussetzungen dafür schaffen und Minderheiten gleiche Rechte und soziale Chancengleichheit einräumen“. In dem „Fußballpatriotismus“, der zur Fußballweltmeisterschaft 2006 herrschte, sieht Butterwegge ein Anzeichen für einen schleichenden Wiederanstieg von Nationalismus und Rassismus.
In Zeitungsinterviews mischt sich Butterwegge bis heute immer wieder in die Tagespolitik ein. So sprach er sich etwa im Mai 2011 gegen die Einführung von „Mietpauschalen“ für Menschen, die ALG-II empfangen, aus. Dabei warnte er vor der Entstehung von „Armutsghettos“ und einem drohenden kommunalen Unterbietungswettkampf bei den durch die Jobcenter gezahlten Mietzuschüssen. Auch in der Sarrazin-Debatte bezog Butterwegge deutlich Stellung. Er warf Sarrazin „elitäres Bewusstsein, Überlegenheitsgefühle und intellektuellen Dünkel“ vor. Sarrazin breche in seinem Buch Deutschland schafft sich ab mit dem fundamentalen ersten Artikel des Grundgesetzes der Bundesrepublik Deutschland. Dieser Bruch sei laut Butterwegge „der Kern eines jeden Rassismus“. Im Kern vertrete Sarrazin eine Argumentation, die auch von kulturrassistischen und rechtspopulistischen Denkern vertreten werde. Als Motiv Sarrazins machte Butterwegge dessen „Befriedigung seiner persönlichen Eitelkeit durch permanente Medienpräsenz“ geltend.
Im Februar 2023 gehörte Butterwege zu den Erstunterzeichnern einer von Sahra Wagenknecht und Alice Schwarzer initiierten Petition, die im Zuge des russischen Überfalls auf die Ukraine zu Diplomatie, Verhandlungen und humanitärer Hilfe aufrief, und die sich aus Sorge vor einer Ausweitung des Konflikts zu einem dritten Weltkrieg gegen „eskalierende Waffenlieferungen“ an die Ukraine aussprach, da durch einen lang dauernden Krieg noch mehr Tote und traumatisierte Menschen zu erwarten seien. Aufgrund der Rolle der Deutschen im Zweiten Weltkrieg gelte: „Über 25 Millionen tote Sowjetbürger im Zweiten Weltkrieg durch den Angriff Nazi-Deutschlands mahnen, dass nie wieder deutsche Panzer Russen töten dürfen.“

## Mitgliedschaften
Seit Dezember 1983 war Butterwegge Mitglied im Beirat des DKP-nahen Instituts für Marxistische Studien und Forschungen, das 1989 aufgelöst wurde. Er gehört den Wissenschaftlichen Beiräten der Akademie für Raumforschung und Landesplanung (ARL) in Hannover und von Attac Deutschland an. Seit langem ist er Mitglied der Gewerkschaft Erziehung und Wissenschaft (GEW), des Bundes demokratischer Wissenschaftlerinnen und Wissenschaftler (BdWi) sowie der Deutschen Vereinigung für Politische Wissenschaft (DVPW). Auch gehört Butterwegge den Beiräten der Zeitschriften SozialExtra sowie Wissenschaft und Frieden an.

## Schriften (Auswahl)
- Parteiordnungsverfahren in der SPD: zur Rolle der Parteigerichtsbarkeit in der SPD. Demokrat. Verlag-Kooperative, Berlin 1975, ISBN 3-88107-003-6.
- SPD und Staat heute: ein Beitrag zur Staatstheorie und zur Geschichte der westdeutschen Sozialdemokratie. Dissertation. Verlag Das Europäische Buch, Berlin 1979, ISBN 3-920303-87-3.
- mit Joachim Dressel (Hrsg.): 30 Jahre Ostermarsch: Ein Beitrag zur politischen Kultur der Bundesrepublik Deutschland und ein Stück Bremer Stadtgeschichte. Mit einem Vorwort von Dr. Henning Scherf. Steintor, Bremen 1990, ISBN 3-926028-57-2.
- Austromarxismus und Staat: Politiktheorie und Praxis der österreichischen Sozialdemokratie zwischen den beiden Weltkriegen (Habilitation). Mit einem Geleitwort von Dr. Bruno Kreisky (Druckfassung der Habilitationsschrift von 1990). Verlag Arbeit & Gesellschaft, Marburg 1991, ISBN 3-89419-016-7.
- Rechtsextremismus, Rassismus und Gewalt: Erklärungsmodelle in der Diskussion. Wissenschaftliche Buchgesellschaft, Darmstadt 1996. (Lizenzausgabe: Primus-Verlag, Darmstadt 1996, ISBN 3-89678-015-8)
- Christoph Butterwegge u. a.: Rechtsextremisten in Parlamenten: Forschungsstand, Fallstudien, Gegenstrategien. Leske & Budrich, Opladen 1997, ISBN 3-8100-1776-0.
- mit Lothar Peter und Projektgruppe „Konversion in Betrieb und Gesellschaft“ an der Universität Bremen: Rüstungskonversion in der Region. Studien zum Konversionsprozess im Unterweserraum. Agenda Verlag, Münster 1997, ISBN 3-929440-96-2.
- mit Rudolf Hickel, Ralf Ptak: Sozialstaat und neoliberale Hegemonie. Standortnationalismus als Gefahr für die Demokratie. Elefanten Press, Berlin 1998, ISBN 3-88520-718-4.
- Wohlfahrtsstaat im Wandel. Probleme und Perspektiven der Sozialpolitik. 3. Auflage. Leske & Budrich, Opladen 2001, ISBN 3-8100-3125-9.
- Christoph Butterwegge u. a.: Themen der Rechten – Themen der Mitte. Zuwanderung, demografischer Wandel und Nationalbewusstsein. Leske & Budrich, Opladen 2002, ISBN 3-8100-3419-3.
- Rechtsextremismus. Herder, Freiburg i. Br. / Basel / Wien 2002, ISBN 3-451-05229-6.
- Christoph Butterwegge u. a.: Armut und Kindheit. Ein regionaler, nationaler und internationaler Vergleich. 2. Auflage. VS–Verlag für Sozialwissenschaften, Wiesbaden 2004, ISBN 3-531-33707-6.
- mit Gudrun Hentges (Hrsg.): Zuwanderung im Zeichen der Globalisierung. 3., überarbeitete und aktualisierte Auflage. VS-Verlag, Wiesbaden 2006, ISBN 3-531-14957-1.
- Massenmedien, Migration und Integration. Herausforderungen für Journalismus und politische Bildung. 2. Auflage. VS-Verlag, Wiesbaden 2006, ISBN 3-531-35047-1.
- mit Michael Klundt und Matthias Belke-Zeng: Kinderarmut in Ost- und Westdeutschland. 2., aktualisierte und erweiterte Auflage. VS-Verlag, Wiesbaden 2008, ISBN 978-3-531-15915-7.
- mit Bettina Lösch und Ralf Ptak (Hrsg.): Neoliberalismus. Analysen und Alternativen. VS-Verlag, Wiesbaden 2008, ISBN 978-3-531-15186-1.
- mit Bettina Lösch und Ralf Ptak: Kritik des Neoliberalismus. 2., verbesserte Auflage. VS-Verlag, Wiesbaden 2008, ISBN 978-3-531-15809-9.
- mit Gudrun Hentges (Hrsg.): Rechtspopulismus, Arbeitswelt und Armut. Verlag Barbara Budrich, Opladen / Farmington Hills 2008, ISBN 978-3-86649-071-0.
- als Herausgeber mit anderen: Armut im Alter. Probleme und Perspektiven der sozialen Sicherung. Campus Verlag, Frankfurt am Main / New York 2012, ISBN 978-3-593-39752-8.
- Krise und Zukunft des Sozialstaates. 5., aktualisiert Auflage. Springer VS, Wiesbaden 2014, ISBN 978-3-531-19940-5. Eine Rezension der ersten Auflage gibt es bei Forum Recht (PDF; 39 kB).
- Armut in einem reichen Land. Wie das Problem verharmlost und verdrängt wird. 4., aktualisierte Auflage. Campus Wissenschaft, 2016, ISBN 978-3-593-50642-5. Zur 1. Auflage (2009) Barbara Ketelhut: Rezension vom 15. Oktober 2009. In: socialnet Rezensionen, abgerufen am 22. Januar 2020.
- Hartz IV und die Folgen: Auf dem Weg in eine andere Republik?. Beltz Juventa, Weinheim, Basel 2015, ISBN 978-3-7799-3234-5.
- Armut (Basiswissen Politik / Geschichte / Ökonomie). PapyRossa Verlag, Köln 2016, ISBN 978-3-89438-625-2.
- mit Gudrun Hentges und Bettina Lösch (Hg.): Auf dem Weg in eine andere Republik? Neoliberalismus, Standortnationalismus und Rechtspopulismus. Beltz Juventa, Weinheim, Basel 2018, ISBN 978-3-7799-3776-0.
- mit Gudrun Hentges und Gerd Wiegel: Rechtspopulisten im Parlament, Polemik, Agitation und Propaganda der AfD. Westend Verlag, Frankfurt 2018, ISBN 978-3-86489-714-6.
- mit Kuno Rinke: Grundeinkommen kontrovers, Plädoyers für und gegen ein neues Sozialmodell, Verlagsgruppe Beltz, Weinheim 2018, ISBN 978-3-7799-3987-0.
- Die zerrissene Republik. Wirtschaftliche, soziale und politische Ungleichheit in Deutschland, Beltz, Weinheim 2020, ISBN 978-3-7799-6114-7.
- mit Carolin Butterwegge: Kinder der Ungleichheit. Wie sich die Gesellschaft ihrer Zukunft beraubt. Campus, Frankfurt am Main 2021, ISBN 9783593514833.[46]
- Die polarisierende Pandemie. Deutschland nach Corona. Juventa, Weinheim 2022, ISBN 978-3-7799-6780-4.
- Umverteilung des Reichtums. PapyRossa Verlag, Münster 2024, ISBN 978-3-89438-831-7.
- Deutschland im Krisenmodus. Infektion, Invasion und Inflation als gesellschaftliche Herausforderung. Beltz, Weinheim 2024, ISBN 978-3-7799-8241-8.